# Джек Кемпбелл
Джек Кемпбелл (англ. Jack Campbell; нар. 9 січня 1992, Порт-Гурон) — американський хокеїст, воротар клубу НХЛ «Едмонтон Ойлерс». Гравець збірної команди США.

## Ігрова кар'єра
Хокейну кар'єру розпочав 2008 року в системі юніорського хокею США.
2010 року був обраний на драфті НХЛ під 11-м загальним номером командою «Даллас Старс».
28 липня 2010 року Кемпбелл залишив NTDP і приєднався до «Віндзор Спітфайрс», який задрафтував його в 2008 році. У сезоні 2011–12 його обміняли на гравців «Су-Сент-Марі Грейхаунд».
У березні 2012 року Джек перейшов до клубу АХЛ «Техас Старс». 23 березня дебютував в матчі проти «Оклахома Сіті Беронс». 30 березня Кемпбелл відіграв першу свою «суху гру» 4–0 проти «Лейк-Ері Монстерс».

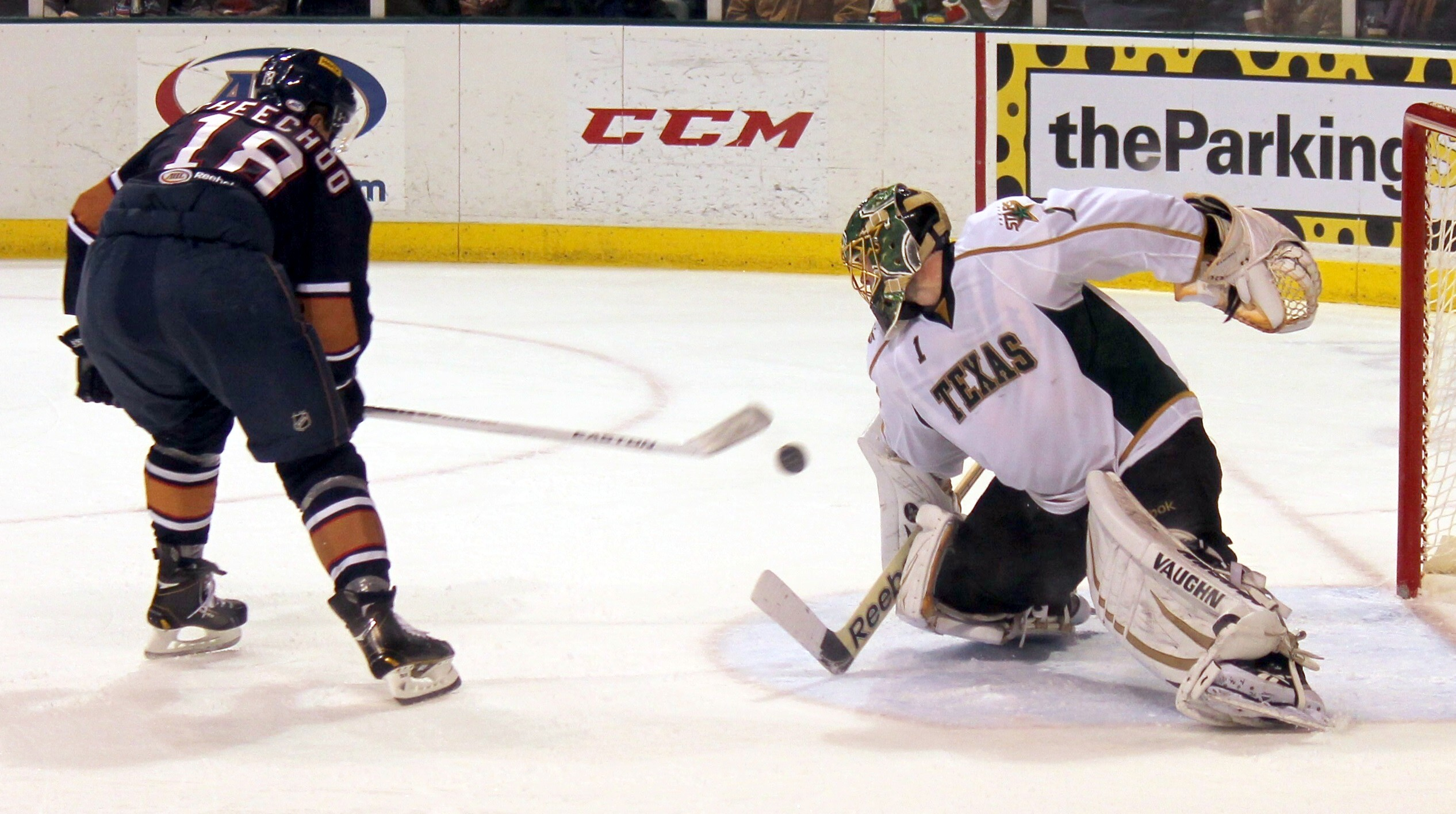
Кемпбелл робить сейв проти Джонатана Чічу під час гри за «Техас Старс», лютий 2013 року.

Сезон 2013–14 Джек розпочав у складі «Техас Старс». 20 жовтня 2013 року Кемпбелла було відкликано з Техасу, дебютна гра за «Даллас Старс» проти «Анагайм Дакс» завершилась перемогою останніх з рахунком 6–3. Його повернули до «Техасу» з яким він здобув Кубок Колдера.
Наступний сезон Кемпбелл провів у складі «Техас Старс» та «Айдахо Стілхедс». Сезон 2015–16 через травму руки Джек також відіграв за ці команди.
25 червня 2016 року Кемпбелла обміняли на гравця «Лос-Анджелес Кінгс» Ніка Еберта. 11 липня 2016 року Джек уклав дворічний контракт з «королями», як обмежено вільний агент. 22 листопада 2017 року він підписав дворічний контракт з «Кінгс». 27 лютого 2018 року Кемпбелл здобув свою першу перемогу в НХЛ 4–1 в матчі проти «Вегас Голден Найтс». 11 жовтня 2018 року Джек записав до свого активу першу суху гру відбивши 40 кидків в матчі проти «Монреаль Канадієнс».
10 листопада 2018 року Джек отримав травму коліна і до кінця року захищав кольори фарм-клубу «Онтаріо Рейн». 1 січня 2019 року вийшов у стартовому складі проти «Вегас Голден Найтс». 7 вересня 2019 року «королі» підписали дворучну угоду з Кемпбеллом.
5 лютого 2020 року «Кінгс» обміняли Кемпбелла (разом з Кайлом Кліффордом) на гравця «Торонто Мейпл-Ліфс» Тревора Мура. 7 лютого дебютував у складі «Ліфс» в переможній грі 5–4 проти «Анагайм Дакс».
Кемпбелл мав стати резервним воротарем данця Фредеріка Андерсена але вже наступного сезону він став першим номером клубу. 7 квітня 2021 року Кемпбелл встановив рекорд «кленових» за кількістю послідовних перемог голкіпера — 10. Попередній рекорд 9 поділяли Фелікс Потвен, Жак Плант та Джон Росс Роач. Крім того, американець зрівнявся з рекордом Кері Прайса за кількістю перемог поспіль, а пізніше встановив і новий 11 переможних матчів поспіль.
13 січня 2022 року Джек разом з одноклубником Остоном Метьюсом був обраний на матч всіх зірок НХЛ. У лютому Кемпбелл поступився своєю позицією чеху Петру Мразеку.
13 липня 2022 року Кемпбелл як вільний агент підписав п'ятирічний контракт з клубом «Едмонтон Ойлерс».

## На рівні збірних
Був гравцем молодіжної збірної США, у складі якої брав участь у 25 іграх.
У складі національної збірної США став бронзовим призером чемпіонату світу 2015 року.

## Нагороди та досягнення
- Володар кубку Колдера в складі «Техас Старс» — 2014.
- Учасник матчу усіх зірок НХЛ — 2022.

## Статистика

### Клубні виступи
| Сезон        | Клуб                     | Ліга         | Регулярний сезон | Регулярний сезон | Регулярний сезон | Регулярний сезон | Регулярний сезон | Регулярний сезон | Регулярний сезон | Регулярний сезон | Регулярний сезон | Плей-оф | Плей-оф | Плей-оф | Плей-оф | Плей-оф | Плей-оф | Плей-оф | Плей-оф |
| Сезон        | Клуб                     | Ліга         | І                | В                | П                | ПОТ              | Хв               | ПГ               | ІБГ              | ПГГ              | %ВК              | І       | В       | П       | Хв      | ПГ      | ІБГ     | ПГA     | %ВК     |
| ------------ | ------------------------ | ------------ | ---------------- | ---------------- | ---------------- | ---------------- | ---------------- | ---------------- | ---------------- | ---------------- | ---------------- | ------- | ------- | ------- | ------- | ------- | ------- | ------- | ------- |
| 2008–09      | Юніорська збірна США     | NTDP         | 7                | 7                | 0                | 0                | 421              | 12               | 2                | 1.71             | .940             | —       | —       | —       | —       | —       | —       | —       | —       |
| 2008–09      | Юніорська збірна США     | NAHL         | 21               | 14               | 6                | 1                | 1262             | 53               | 1                | 2.52             | .906             | —       | —       | —       | —       | —       | —       | —       | —       |
| 2009–10      | США                      | ХЛСШ         | 11               | 6                | 3                | 1                | 569              | 21               | 0                | 2.21             | .917             | —       | —       | —       | —       | —       | —       | —       | —       |
| 2010–11      | «Віндзор Спітфайрс»      | ОХЛ          | 45               | 24               | 14               | 4                | 2447             | 155              | 0                | 3.80             | .884             | 18      | 9       | 9       | 1124    | 70      | 2       | 3.74    | .887    |
| 2011–12      | «Віндзор Спітфайрс»      | ОХЛ          | 12               | 6                | 3                | 2                | 729              | 38               | 1                | 3.13             | .906             | —       | —       | —       | —       | —       | —       | —       | —       |
| 2011–12      | «Су-Сент-Марі Грейхаунд» | ОХЛ          | 34               | 15               | 12               | 5                | 1945             | 116              | 1                | 3.58             | .892             | —       | —       | —       | —       | —       | —       | —       | —       |
| 2011–12      | «Техас Старс»            | АХЛ          | 12               | 4                | 7                | 0                | 677              | 34               | 1                | 3.02             | .912             | —       | —       | —       | —       | —       | —       | —       | —       |
| 2012–13      | «Техас Старс»            | АХЛ          | 40               | 19               | 13               | 3                | 2108             | 93               | 2                | 2.65             | .905             | —       | —       | —       | —       | —       | —       | —       | —       |
| 2013–14      | «Техас Старс»            | АХЛ          | 16               | 12               | 2                | 2                | 966              | 24               | 4                | 1.49             | .942             | 4       | 2       | 1       | 237     | 10      | 0       | 2.54    | .917    |
| 2013–14      | «Даллас Старс»           | НХЛ          | 1                | 0                | 1                | 0                | 60               | 6                | 0                | 6.00             | .872             | —       | —       | —       | —       | —       | —       | —       | —       |
| 2014–15      | «Техас Старс»            | АХЛ          | 35               | 14               | 14               | 5                | 1958             | 99               | 2                | 3.03             | .907             | 1       | 0       | 1       | 59      | 3       | 0       | 3.03    | .889    |
| 2014–15      | «Айдахо Стілхедс»        | ХЛСУ         | 7                | 5                | 2                | 0                | 417              | 12               | 1                | 1.73             | .945             | —       | —       | —       | —       | —       | —       | —       | —       |
| 2015–16      | «Техас Старс»            | АХЛ          | 19               | 7                | 7                | 6                | 1035             | 63               | 0                | 3.65             | .884             | 3       | 1       | 2       | 148     | 11      | 0       | 4.45    | .880    |
| 2015–16      | «Айдахо Стілхедс»        | ХЛСУ         | 20               | 14               | 5                | 1                | 1211             | 34               | 4                | 1.68             | .944             | —       | —       | —       | —       | —       | —       | —       | —       |
| 2016–17      | «Онтаріо Рейн»           | АХЛ          | 52               | 31               | 15               | 6                | 3072             | 129              | 5                | 2.52             | .914             | 5       | 2       | 2       | 282     | 8       | 0       | 1.70    | .934    |
| 2016–17      | «Лос-Анджелес Кінгс»     | НХЛ          | 1                | 0                | 0                | 0                | 20               | 0                | 0                | 0.00             | 1.000            | —       | —       | —       | —       | —       | —       | —       | —       |
| 2017–18      | «Онтаріо Рейн»           | АХЛ          | 26               | 11               | 10               | 4                | 1482             | 70               | 0                | 2.83             | .912             | —       | —       | —       | —       | —       | —       | —       | —       |
| 2017–18      | «Лос-Анджелес Кінгс»     | НХЛ          | 5                | 2                | 0                | 2                | 267              | 11               | 0                | 2.47             | .924             | —       | —       | —       | —       | —       | —       | —       | —       |
| 2018–19      | «Лос-Анджелес Кінгс»     | НХЛ          | 31               | 10               | 14               | 1                | 1593             | 61               | 2                | 2.30             | .928             | —       | —       | —       | —       | —       | —       | —       | —       |
| 2018–19      | «Онтаріо Рейн»           | АХЛ          | 2                | 1                | 1                | 0                | 123              | 9                | 0                | 4.38             | .888             | —       | —       | —       | —       | —       | —       | —       | —       |
| 2019–20      | «Лос-Анджелес Кінгс»     | НХЛ          | 20               | 8                | 10               | 2                | 1202             | 57               | 0                | 2.85             | .900             | —       | —       | —       | —       | —       | —       | —       | —       |
| 2019–20      | «Торонто Мейпл-Ліфс»     | НХЛ          | 6                | 3                | 2                | 1                | 365              | 16               | 0                | 2.63             | .915             | —       | —       | —       | —       | —       | —       | —       | —       |
| 2020–21      | «Торонто Мейпл-Ліфс»     | НХЛ          | 22               | 17               | 3                | 2                | 1284             | 46               | 2                | 2.15             | .921             | 7       | 3       | 4       | 431     | 13      | 1       | 1.81    | .934    |
| 2021–22      | «Торонто Мейпл-Ліфс»     | НХЛ          | 49               | 31               | 9                | 6                | 2796             | 123              | 5                | 2.64             | .914             | 7       | 3       | 4       | 401     | 21      | 1       | 3.15    | .897    |
| 2022–23      | «Едмонтон Ойлерс»        | НХЛ          | 36               | 21               | 9                | 4                | 2027             | 115              | 1                | 3.41             | .888             | 4       | 1       | 0       | 119     | 2       | 0       | 1.01    | .961    |
| Усього в НХЛ | Усього в НХЛ             | Усього в НХЛ | 171              | 92               | 48               | 18               | 9,613            | 435              | 10               | 2.72             | .910             | 18      | 7       | 8       | 950     | 36      | 2       | 2.28    | .920    |

### Збірна
| Рік                | Команда            | Турнір             | І  | В  | П | Н | Хв    | ПГ | ІБГ | ПГГ  | %ВК  |
| ------------------ | ------------------ | ------------------ | -- | -- | - | - | ----- | -- | --- | ---- | ---- |
| 2009               | США                | ЮЧС18              | 5  | 3  | 1 | 0 | 241   | 3  | 2   | 0.75 | .967 |
| 2010               | США                | ЮЧС18              | 6  | 5  | 1 | 0 | 360   | 5  | 3   | 0.83 | .965 |
| 2010               | США                | МЧС                | 3  | 2  | 1 | 0 | 166   | 7  | 1   | 2.54 | .923 |
| 2011               | США                | МЧС                | 6  | 5  | 1 | 0 | 354   | 10 | 0   | 1.70 | .941 |
| 2012               | США                | МЧС                | 5  | 3  | 2 | 0 | 297   | 13 | 0   | 2.62 | .907 |
| 2015               | США                | ЧС                 | 2  | 1  | 1 | 0 | 120   | 7  | 0   | 3.50 | .825 |
| Молодіжна збірна   | Молодіжна збірна   | Молодіжна збірна   | 25 | 18 | 6 | 0 | 1,418 | 38 | 6   | 1.61 | —    |
| Національна збірна | Національна збірна | Національна збірна | 2  | 1  | 1 | 0 | 120   | 7  | 0   | 3.50 | .825 |